# Bensonocythere blackwelderi
Bensonocythere blackwelderi är en kräftdjursart som beskrevs av Hazel 1983. Bensonocythere blackwelderi ingår i släktet Bensonocythere och familjen Hemicytheridae. Inga underarter finns listade.